# Segregacja odpadów

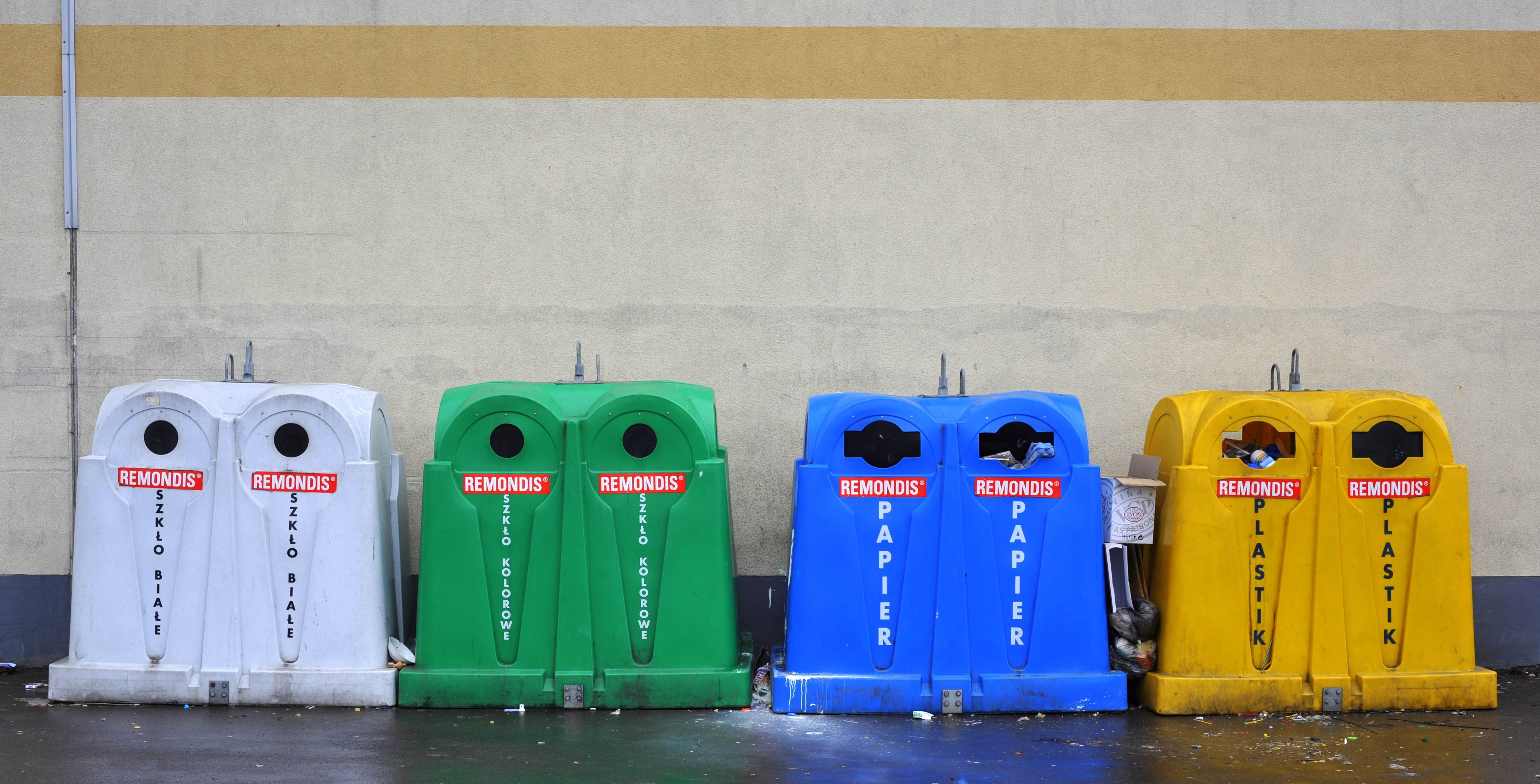
Pojemniki do selektywnej zbiórki odpadów

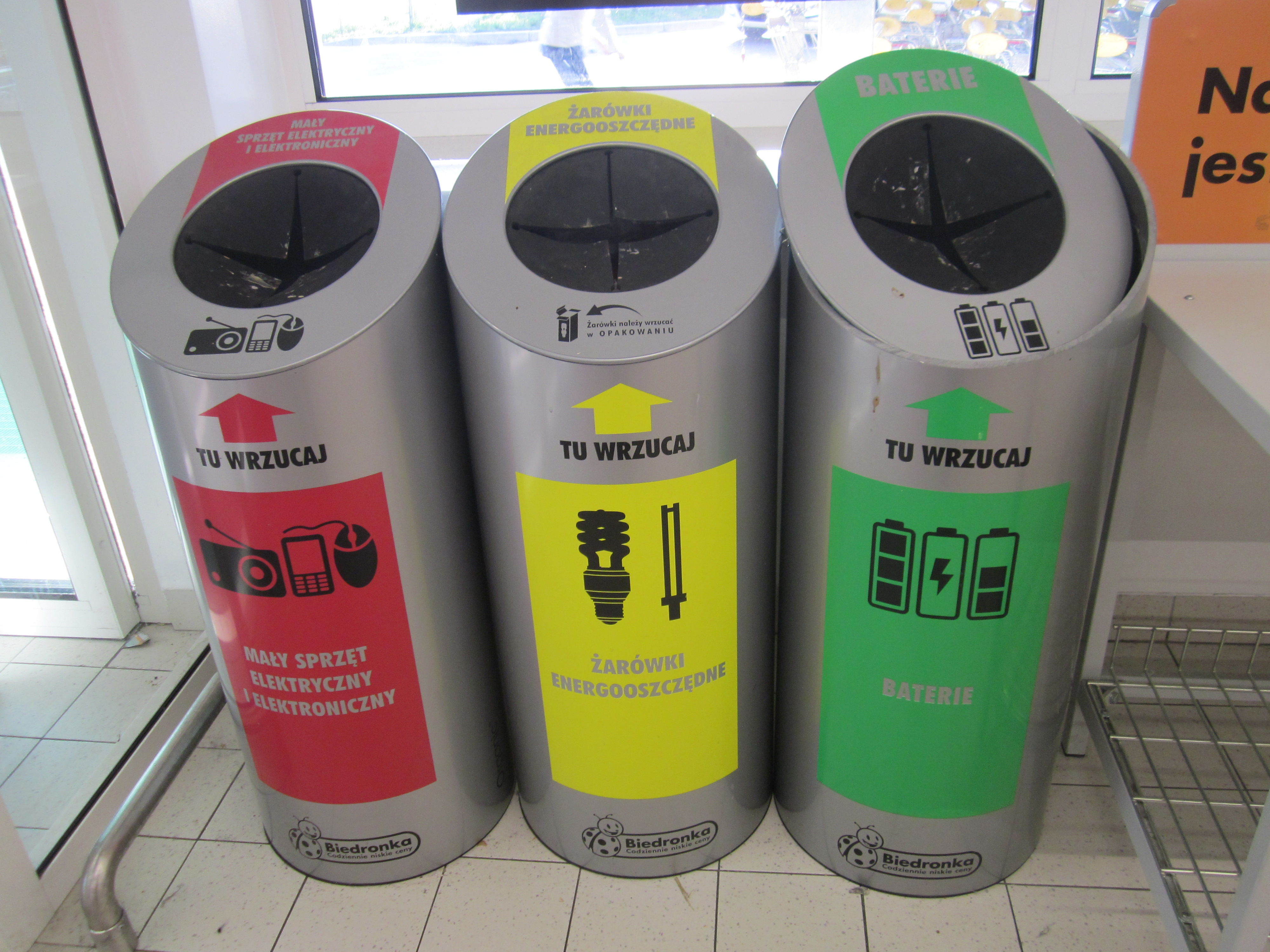
Selektywna zbiórka odpadów w sklepie

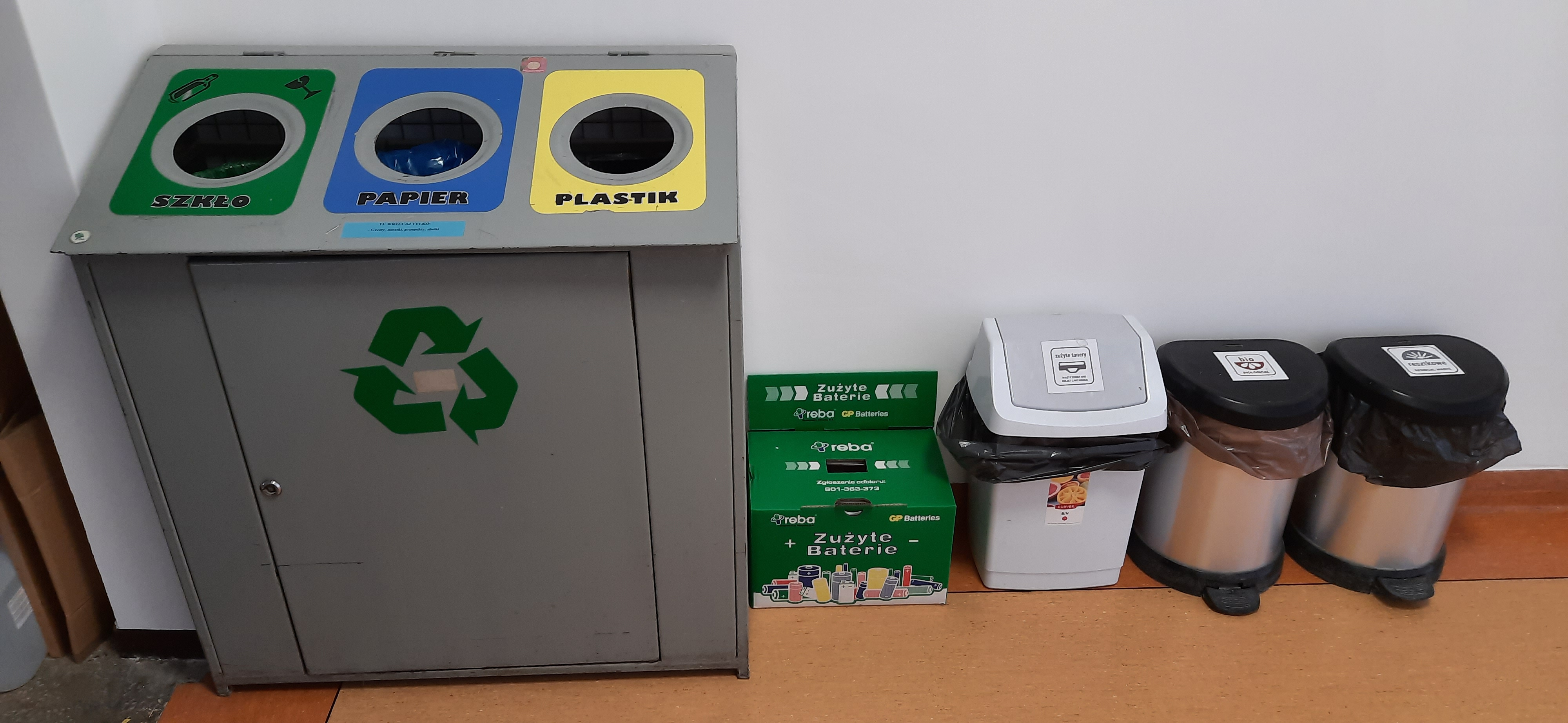
Pojemniki na segregowane odpady na Politechnice Gdańskiej

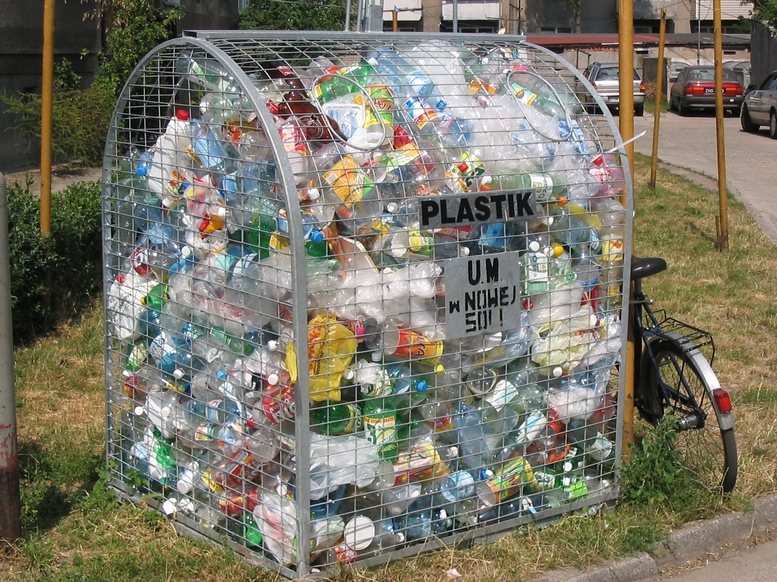
Kontener do selektywnego zbierania odpadów typu PET – odpadu komunalnego

Wywóz segregowanych odpadów w Tomaszowie Mazowieckim

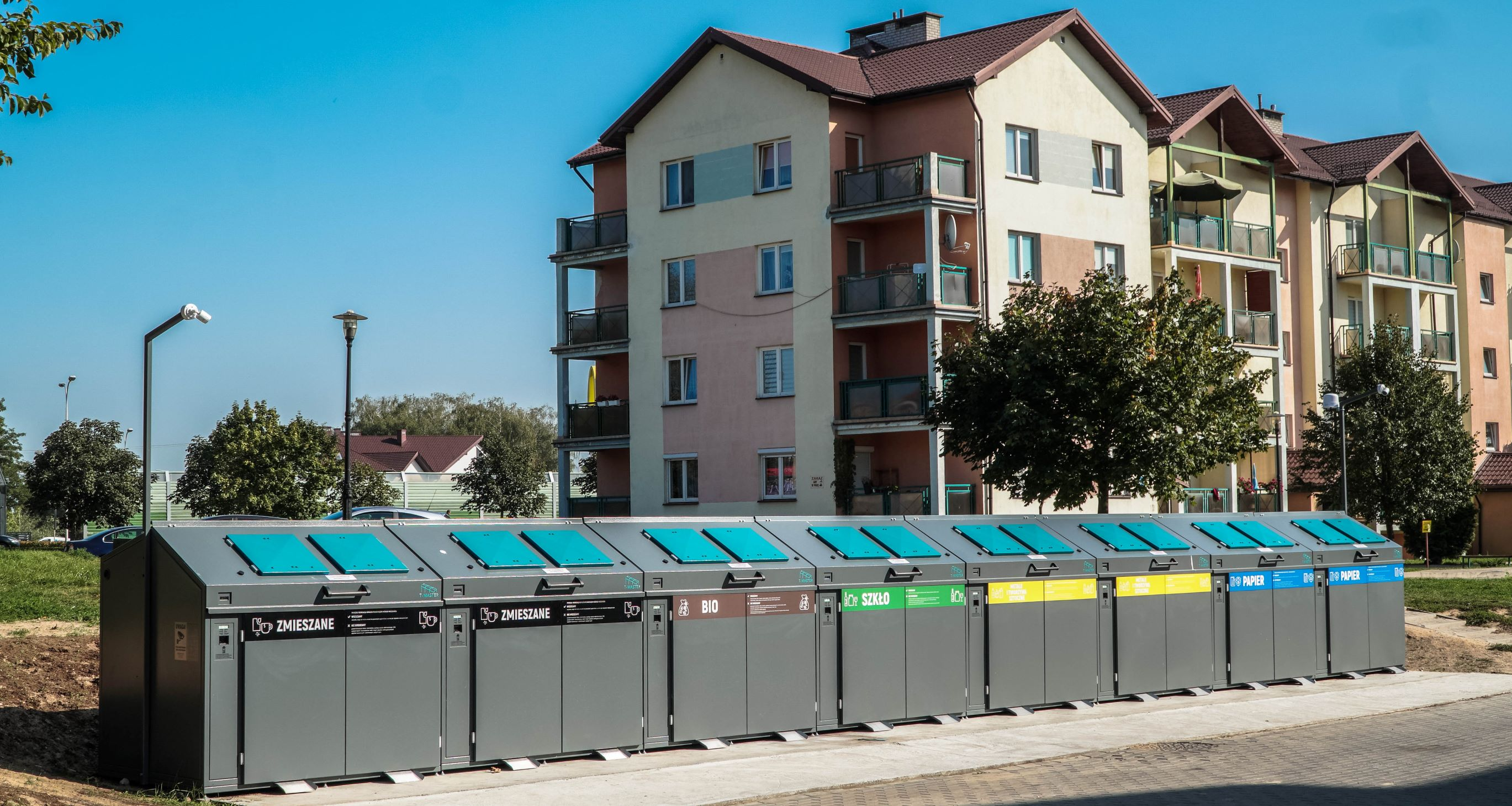
Moduły do selektywnej zbiórki odpadów komunalnych w Ciechanowie

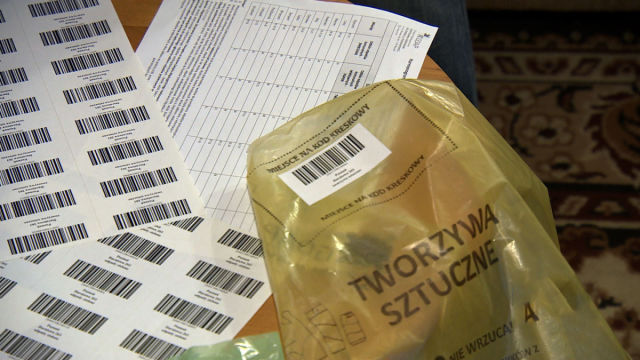
Wprowadzenie kodów kreskowych na worki z odpadami w gminie Skomielna

Segregacja odpadów – metoda usprawniająca utylizację oraz odzysk odpadów.

## Opis
Odpady są jednym z najważniejszych problemów środowiskowych w Polsce i na świecie. W Polsce obecnie wytwarza się 135 milionów ton odpadów rocznie. W tym 124 miliony ton to odpady przemysłowe, a 11 milionów ton odpadów to odpady komunalne. A więc średnio każdy Polak wytwarza około 300 kg odpadów komunalnych rocznie, zaś w Unii Europejskiej średnio 360-620 kg na osobę na rok.
Odpady można podzielić na:
- odpady przemysłowe
- odpady komunalne
- odpady niebezpieczne
  - odpady promieniotwórcze

Segregacja odpadów komunalnych (śmieci wytworzonych w domach) to zbieranie odpadów do specjalnie oznakowanych pojemników, z podziałem na rodzaj materiałów (surowców) z których zostały wyprodukowane. Segregacja u źródła to selekcja odpadów prowadzona w miejscu naszych gospodarstw domowych. Segregacja odpadów jest jedną z metod ograniczenia ilości odpadów niepodlegających utylizacji, a nadających się jedynie do składowania, przez odzysk surowców nadających się do ponownego użytku lub przetworzenia i wykorzystania przy produkcji nowych materiałów (recykling).
Segregacja odpadów w gminach prowadzona jest jako segregacja workowa lub segregacja kontenerowa. Segregacja workowa polega na zbieraniu odpadów do specjalnie dostarczonych przez gminę worków plastikowych i wprowadzona jest głównie na osiedlach domów jednorodzinnych.
Segregacja kontenerowa dotyczy w większości osób mieszkających w blokach i kamienicach, gdzie ustawione są zestawy kontenerów.
Odpady niebezpieczne mogą być składowane jedynie na specjalnych składowiskach lub na odpowiednio zabezpieczonych częściach składowisk komunalnych.
Segregacja i recykling odpadów pozwala na:
- przetworzenie i wykorzystanie surowca wtórnego na nowe materiały,
- oszczędzanie miejsca na składowanie,
- ograniczenie ilości wprowadzonych szkodliwych trudno ulegających rozkładowi odpadów,
- ograniczenie zużycia surowca naturalnego,
- oszczędzanie zużycia energii,
- ograniczenia zanieczyszczeń do atmosfery,
- ograniczenie ilości odpadów i ścieków.

Zgodnie z przyjętymi w Polsce zasadami prawidłowej segregacji śmieci należy wrzucać śmieci do odpowiednio oznaczonych pojemników według poniższych wytycznych:
| Przeznaczenie pojemnika   | Kolor     | Co należy wrzucać | Czego nie wolno wrzucać |
| ------------------------- | --------- | --- | --- |
| Szkło                     | Zielony   | butelki i słoiki po napojach i żywności | ceramika, fajans, kryształy, szkło żaroodporne i okularowe, żarówki i świetlówki, reflektory, opakowania po kosmetykach, lekach, rozpuszczalnikach, olejach silnikowych, lustra, szyby, monitory, termometry i strzykawki, znicze z woskiem |
| Papier                    | Niebieski | opakowania z papieru, kartonu, tektury; katalogi, ulotki, gazety, czasopisma, papier biurowy, zeszyty, książki, papier pakowy, torby papierowe | ręczniki papierowe i chusteczki, papier lakierowany i foliowany, papier zatłuszczony i brudny, kartony po napojach, worki po nawozach i materiałach budowlanych, tapety, pieluchy i podpaski, naczynia jednorazowe, ubrania                 |
| Tworzywo sztuczne i metal | Żółty     | odkręcone i zgniecione butelki, nakrętki, plastikowe opakowania produktów spożywczych, kartony po napojach, opakowania po kosmetykach i środkach czystości, torby, reklamówki, folie, puszki aluminiowe, puszki po konserwach, folia aluminiowa, metale kolorowe, zakrętki od słoików | wszelkie opakowania z zawartością, zabawki, opakowania po lekach i olejach silnikowych, artykuły medyczne, puszki po farbach i lakierach, zużyty sprzęt RTV i AGD, baterie, akumulatory                                                     |
| Bioodpady                 | Brązowy   | odpadki i obierki warzyw i owoców, gałęzie drzew i krzewów, trawę, liście, kwiaty, trociny, kora drzew, resztki jedzenia pochodzenia roślinnego | mięso i części zwierząt, kości, olej, odchody zwierząt, popiół z węgla, leki, drewno impregnowane, płyty wiórowe i MDF, ziemia i kamienie                                                                                                   |
| Odpady zmieszane          | Czarny    | wszystko co nie podlega segregacji | odpady niebezpieczne |